# Luciano Vassallo
Luciano Vassallo, a volte scritto erroneamente Vassalo o Vasallo (Asmara, 15 agosto 1935 – Ostia, 16 settembre 2022), è stato un calciatore e allenatore di calcio etiope con cittadinanza italiana, di ruolo difensore o centrocampista.

## Biografia
Nacque nell'Eritrea italiana, figlio di Vittorio, militare italiano, e di una donna indigena, Mebrak. Suo fratello, Italo, divenne anch'egli calciatore.
Abbandonato dal padre, fu allevato dalla madre. Dovette abbandonare le scuole per i continui maltrattamenti causati dalla sua condizione di "meticcio", che lo rendeva vittima di discriminazioni sia da parte degli italiani sia degli eritrei.
Parallelamente alla sua attività di calciatore Vassallo fu meccanico, prima per le ferrovie eritree e poi privatamente, diventando proprietario di una officina Volkswagen autorizzata ad Addis Abeba.
A seguito di alcune confessioni fattegli da alcuni suoi ex giocatori, Vassallo denunciò ai giornalisti l'uso da parte del tecnico della nazionale etiope, il tedesco Peter Schnittger, del captagon, una sostanza dopante, inimicandosi così la federazione etiope.
All'avvento al potere di Menghistu Hailè Mariàm in Etiopia, Vassallo fu accusato di connivenza con il precedente regime ed arrestato. Riuscì a fuggire poiché in prigione trovò un militare suo tifoso che lo aiutò ad evadere e ad espatriare a Gibuti. Da lì giunse al Cairo ove il 13 maggio 1978 partì alla volta dell'Italia, raggiungendo così la sua famiglia che aveva precedentemente fatto allontanare dall'Africa.
In Italia riuscì ad ottenere il riconoscimento della cittadinanza italiana jure sanguinis e ad avviare, insieme ad un socio, un’officina meccanica ad Ostia. Dopo la pensione si è trasferito a Marcellina.
Ha scritto un libro autobiografico intitolato Mamma ecco i soldi.
Nel 2014 il giornalista e scrittore Antonio Felici ha raccontato la sua storia in Stella d'Africa - La vita straordinaria di Luciano Vassallo, mito del calcio africano anni '60, esule in Italia. Basandosi sui ricordi di Luciano, raccolti in occasione di intensi incontri, l'autore ha ricostruito, in forma romanzata, la sua vita.

## Caratteristiche tecniche

### Giocatore
Nato inizialmente terzino sinistro, si spostò dapprima centrale e poi avanzò a centrocampo, ispirato dalla visione di un incontro tra club in Egitto, ove si era recato con la nazionale. Venne paragonato ad Alfredo Di Stéfano, Didi e Luisito Suarez.

## Carriera

### Giocatore

#### Club
Iniziò a giocare nel Gruppo Sportivo Stella Asmarina, squadra formata da "meticci". Successivamente passò alla squadra dei ferrovieri  di Asmara, al Gruppo Sportivo Gaggiret ed al Gruppo Sportivo Asmara, la squadra degli italo-eritrei.
Nel 1960 passa al Cotton FC di Dire Daua insieme al fratello Italo. Con il Cotton Vassallo vinse quattro campionati etiopi tra il 1960 ed il 1965.

#### Nazionale
Entrò a far parte della nazionale etiope molto giovane, intorno ai 17 anni. Iniziò ad avere un ruolo preminente nello spogliatoio della nazionale quando picchiò un compagno di squadra che lo insultava in quanto meticcio. Divenuto capitano della squadra, partecipò alle Coppe d'Africa 1962, 1963, 1965, 1968 e 1970.
Prima della Coppa delle nazioni africane 1962 a Vassallo fu inizialmente tolta dalla federazione etiope la fascia di capitano, che però riottenne grazie all'appoggio dei compagni di squadra. L'edizione 1962 della Coppa d'Africa vide il trionfo dell'Etiopia e l'elezione a miglior giocatore del torneo di Vassallo.

### Allenatore
Pur continuando a giocare, Vassallo divenne l'allenatore del Cotton FC e figura preminente nella nazionale etiope di cui assumerà ufficialmente l'incarico di commissario tecnico nel biennio 1969-1970, dopo aver sostenuto nel 1968 il corso per allenatori al centro tecnico di Coverciano, in Italia, insieme a Cesare Maldini, Armando Picchi e Luís Vinício. In seguito guiderà la nazionale per altri brevi periodi nel 1974 e nel 1978.
Allontanato dalla guida della nazionale, nel 1974 divenne allenatore del St. George, incarico che lasciò a causa del razzismo dei tifosi nei suoi confronti.

In seguito guidò l'Airforce e l'Electric.
Dopo essersi trasferito in Italia, nel 1978, Vassallo fondò ad Ostia una scuola calcio: l'Olimpia Ostia.

## Palmarès

### Calciatore

#### Club
- Campionato etiope di calcio: 4

Cotton FC: 1960, 1962, 1963, 1965

#### Nazionale
- Coppa d'Africa: 1

Etiopia 1962

#### Individuale
- Capocannoniere della Coppa delle Nazioni Africane: 1

1962 (3 gol, a pari merito con Badawy Abdel-Fattah)
- Miglior giocatore della Coppa delle Nazioni Africane: 1

1962
- Premio Stella d'Africa [13] : 1

1968